# Forces sweetheart

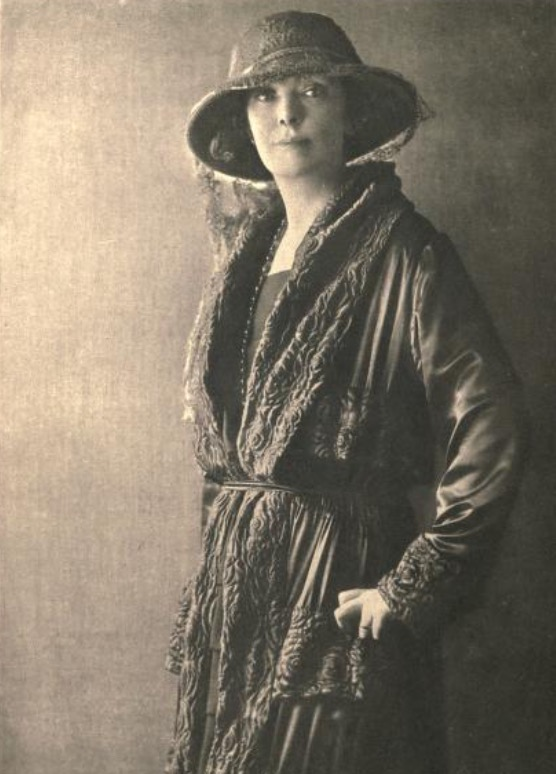
Lady Angela Forbes, novia de las fuerzas armadas durante la Primera Guerra Mundial

Forces Sweetheart (o Forces' Sweetheart) en español "novia de las Fuerzas Armadas" es un galardón otorgado a artistas, actores y cantantes. Originalmente, el término se utilizaba en el Reino Unido para referirse a personajes populares del mundo del espectáculo que se convertían en favoritas de los soldados de las Fuerzas Armadas británicas, aunque también se utiliza en otros países.
El papel de favorita entre el personal de las fuerzas armadas comenzó durante la Primera Guerra Mundial. Durante esta época, la novelista Lady Angela Forbes fue considerada una «Forces Sweetheart» como organizadora de catering para el ejército británico desde noviembre de 1914. Los Buffets de los Soldados Británicos, apodados «Angelinas», salían al encuentro de cada tren de heridos a medida que llegaba y a menudo estaban abiertos las 24 horas del día, y la comida nunca se agotaba.
Siguiendo a Forbes, en Estados Unidos la actriz y cantante Elsie Janis fue llamada La Novia de las Fuerzas Expedicionarias Americanas.

## Ejemplos

### Novias de las fuerzas británicas

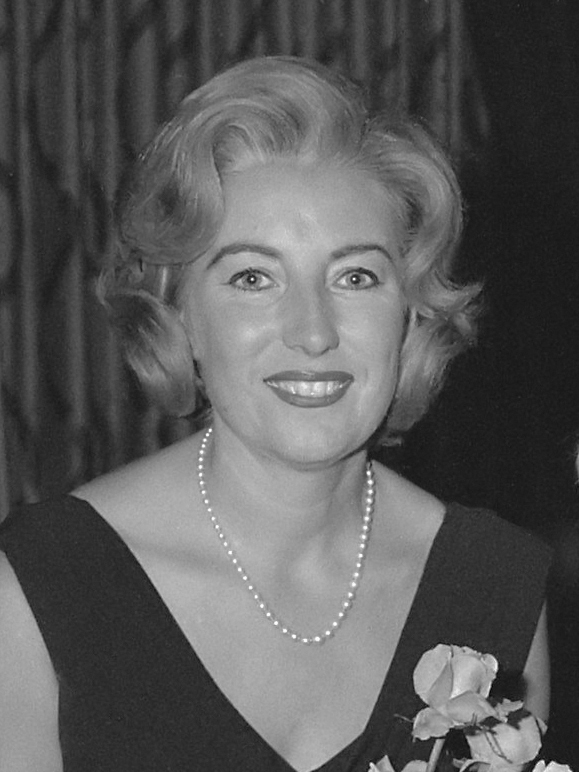
Vera Lynn fue elegida «novia de las fuerzas armadas» en Gran Bretaña durante los años de la Segunda Guerra Mundial en una encuesta realizada en 1939 por el Daily Express.

Durante la Segunda Guerra Mundial, el término «novia de las fuerzas armadas» se asoció sobre todo con la cantante Vera Lynn, cuyas canciones («(There'll Be Bluebirds Over) The White Cliffs of Dover» y «We'll Meet Again» hicieron felices a muchos británicos); otras fueron Gracie Fields y Anne Shelton.
Entre las actuales novias de las fuerzas armadas británicas se encuentran Nell McAndrew, Katherine Jenkins, Kirsten Orsborn y Cheryl Cole, y Sarah Dennis fue nombrada «novia de los veteranos» en 2014.  En 2011, el drag queen londinense Richard Rhodes se convirtió quizás en el primer hombre en la historia del término en ser llamado «novia de las fuerzas».

### Estados Unidos
Frances Langford, actriz y cantante, fue considerada la «novia cantante de los frentes de combate» desde la Segunda Guerra Mundial hasta la Guerra de Corea y Vietnam.

### Países de la Mancomunidad
Lorrae Desmond, que en aquella época era más conocida como cantante y artista de grabación, actuó junto a sus compañeras vocalistas Little Patti, Normie Rowe, Dinah Lee y muchas otras como «la novia de las fuerzas en Australia» cuando las tropas estaban estacionadas en Vietnam. La propia Desmond realizó giras por Vietnam, Oriente Próximo, Malasia, Singapur, Kenia y Somalia.

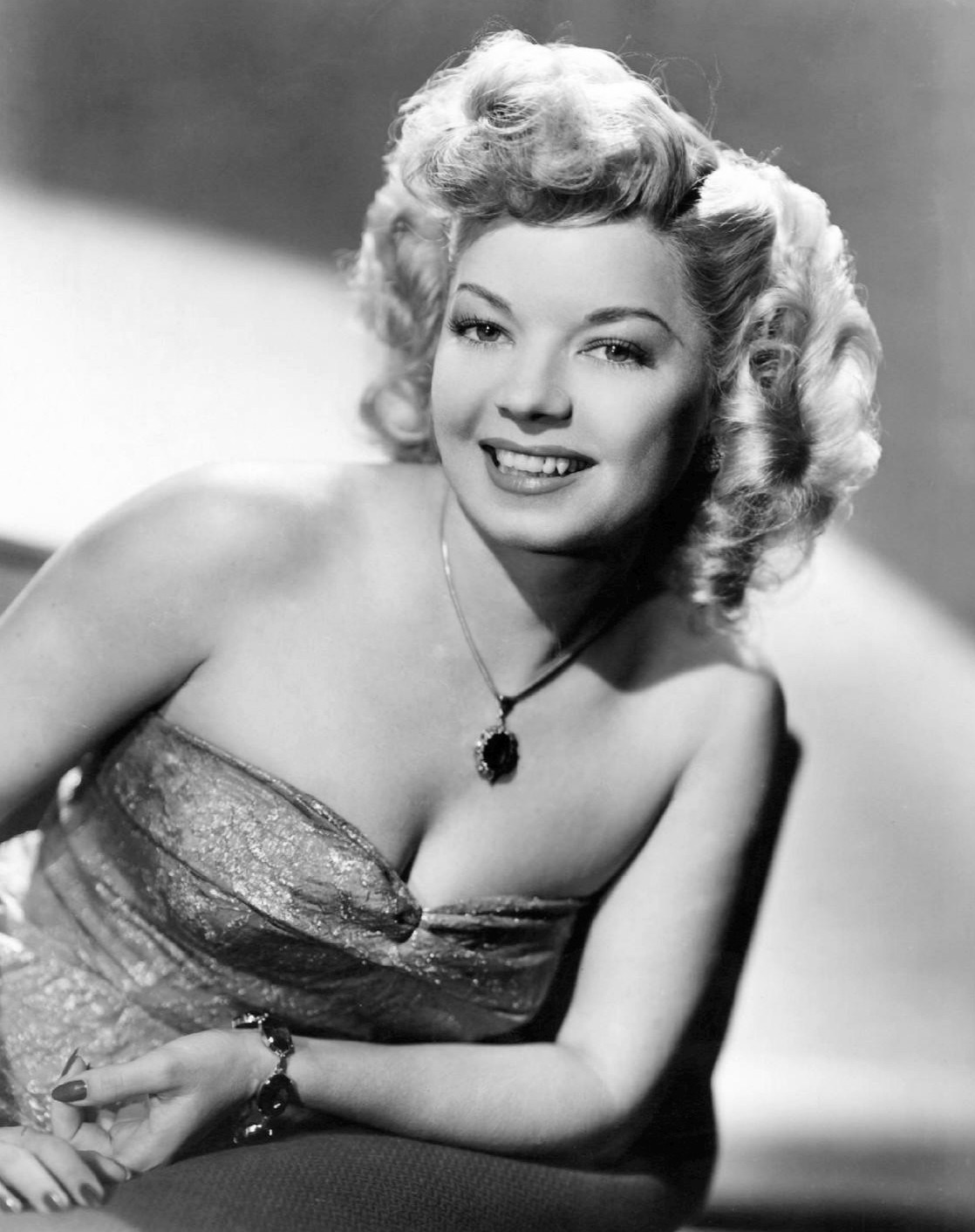
Frances Langford, apodada «The GI Nightingale», popular artista estadounidense durante la Segunda Guerra Mundial y las guerras de Corea y Vietnam.

## Literatura
- Joanna Lumley. Forces Sweethearts.
- Eric Taylor. Forces Sweethearts: Service romances in World War II. Londres: Hale ISBN 0709041969
- Chantelle Fiddy. Mi vida en el frente.